# Pk1
Pk1 – oznaczenie na PKP pruskiego parowozu pospiesznego serii S10, produkowanego w latach 1904–1910. Na kolejach niemieckich nosił oznaczenie serii 170-1. Po I wojnie światowej polskie koleje eksploatowały 31 parowozów tego typu, a po drugiej 24 parowozy.